# Декейтер (Мічиган)
Декейтер (англ. Decatur) — селище (англ. village) в США, в окрузі Ван-Б'юрен штату Мічиган. Населення — 1651 особа (2020).

## Географія
Декейтер розташований за координатами 42°6′28″ пн. ш. 85°58′30″ зх. д. / 42.10778° пн. ш. 85.97500° зх. д. (42.107670, -85.975022).  За даними Бюро перепису населення США в 2010 році селище мало площу 3,70 км², з яких 3,50 км² — суходіл та 0,20 км² — водойми.

## Демографія
Згідно з переписом 2010 року, у селищі мешкало 1819 осіб у 701 домогосподарстві у складі 448 родин. Густота населення становила 491 особа/км².  Було 781 помешкання (211/км²).
Расовий склад населення:
| - 87,6 % — білих - 2,7 % — чорних або афроамериканців - 1,2 % — корінних американців - 0,3 % — азіатів - 0,1 % — вихідців з тихоокеанських островів - 4,1 % — осіб інших рас |

До двох чи більше рас належало 4,0 %. Частка іспаномовних становила 9,4 % від усіх жителів.
За віковим діапазоном населення розподілялося таким чином: 28,1 % — особи молодші 18 років, 58,4 % — особи у віці 18—64 років, 13,5 % — особи у віці 65 років та старші. Медіана віку мешканця становила 34,6 року. На 100 осіб жіночої статі у селищі припадало 90,9 чоловіків;  на 100 жінок у віці від 18 років та старших — 85,1 чоловіків також старших 18 років.
Середній дохід на одне домашнє господарство  становив 48 071 долар США (медіана — 34 333), а середній дохід на одну сім'ю — 45 634 долари (медіана — 38 333). Медіана доходів становила 39 583 долари для чоловіків та 30 598 доларів для жінок. За межею бідності перебувало 31,1 % осіб, у тому числі 41,1 % дітей у віці до 18 років та 12,5 % осіб у віці 65 років та старших.
Цивільне працевлаштоване населення становило 731 осіб. Основні галузі зайнятості: освіта, охорона здоров'я та соціальна допомога — 27,5 %, виробництво — 19,6 %, мистецтво, розваги та відпочинок — 8,9 %, роздрібна торгівля — 8,6 %.